# 分歧者 (小說)
《分歧者》（英語：Divergent）是美國小說家薇若妮卡·羅斯的處女作，由哈珀柯林斯出版社兒童圖書於2011年出版。本書是《分歧者》三部曲的第一部，全著故事發生在一個虛構的反烏托邦末日後世界內的芝加哥。書中的世界將國民根據其社會聯繫及性格特點被劃分為五個派系，藉此防止人們根據自由意志行動，重新威脅到整個社區的安全。主角碧翠絲（後改為翠絲）·普萊爾在這樣的一個世界內試圖找尋真實的自己。在驚險刺激的末日後主線劇情之下，還有一條戀愛副線圍繞翠絲和她在無畏派內時指導她的一名教官（綽號“四”）展開。
本書和其它青年小說如《飢餓遊戲》、《移動迷宮》的主題及目標讀者相似，因此會被拿來進行比較。書中探討了在青年小說中很常見的題材，如成年人的權威以及從孩童到成人的過程等等，也涉及一些更廣泛的元素，如末日後社會內暴力和社會結構扮演的角色等。其主要情節設定——將社會根據性格劃分——是科幻小說中的一個常見題材。除了文學內容外，作者羅思公開宣稱自己為基督徒也造成基督社團對本書的評論兩極化。
羅斯在寫作本書的同時就讀於西北大學的創意寫作系。出版社很快看中本作品並連帶買下了三部曲中後兩本當時未完成作品（於2013年完成）的出版權。頂峰娛樂於2011年購買了該書的改編權並將本書改編為電影《分歧者·異類叛逃》，於2014年3月21日上映。雖然影評人士對該片褒貶不一，但是在商業上卻很成功，取得2.89億美元的票房。

## 背景及舞台

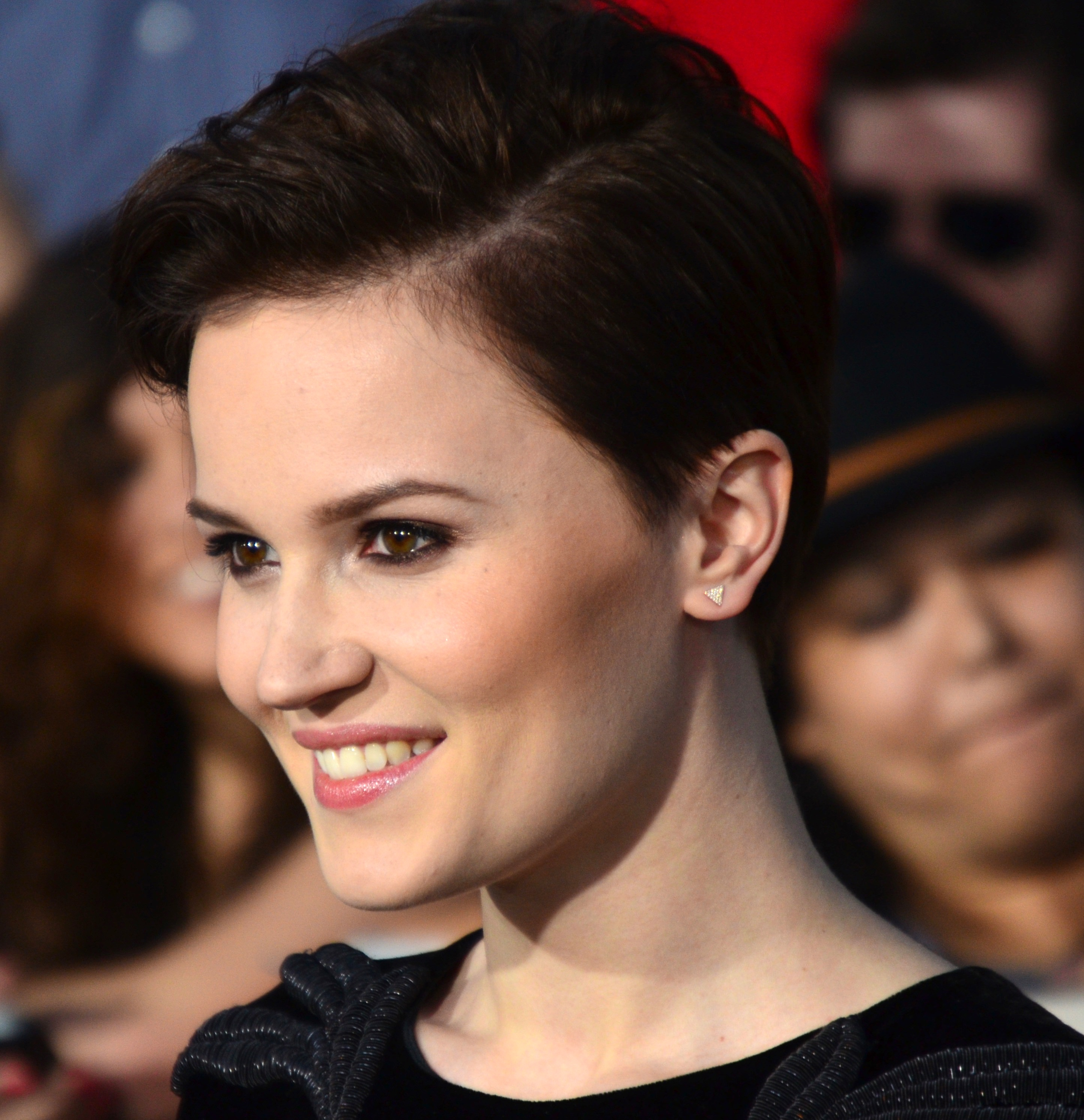
《分歧者》的初稿是羅思在西北大學就讀時於寒假完成

本書是韦罗妮卡·罗思的處女作，在羅斯拿到西北大學創意寫作學士學位一年多後出版。羅思在大四那一年的寒假寫完本書並在畢業前已將小說改編權出售給製片公司。

小說舞台設置在末日之後的芝加哥。羅思提到她一開始並沒有想用芝加哥作為小說的舞台：
我寫完草稿後覺得需要把故事地點放在更現實的城市中。於是我重讀了我在書中描述的城市，列車一刻不停地運作，有湖泊沼澤以及幾條河流。在那一刻我醒悟到這個地點已經是芝加哥了，因為這是我最熟悉最鍾愛的城市。

## 劇情
經歷了戰亂浩劫後的倖存人類在未來的芝加哥內將社會分成五個派系：克己派（Abnegation）、友好派（Amity）、無畏派（Dauntless）、直言派（Candor）以及博學派（Erudite）。每年所有年滿十六歲的少年都要通過一項傾向測試來決定他們最適合歸入哪一派系。在獲得測試結果後，他們可以自主決定是否要加入其父母所屬的派系或轉入任一其它派系。那些無法完成所加入派系的入會訓練課程的個人將會被標為“無派系”，被迫流落街頭，窮苦過日。
十六歲的碧翠絲·普里爾出生於一個克己派家庭，但她覺得自己並不具有天生的無私特質，因此對父母的派系並沒有歸屬感。她的傾向測試結果顯示她同時兼具三個派系－克己派、無畏派和博學派的特質。為她進行測試的考官警告她絕對不能和任何人提起自己具有多重傾向這一事實，並告知她這樣的人被稱為“分歧者”。碧翠絲對於該在選派日選擇哪個派系一直感到頭痛不已，無法決定是否要選擇她父母所在的克己派，還是加入其它派系。最終在選派日當天她決定離開克己派，加入無畏派。她的弟弟迦勒在同一天選擇加入博學派。
無畏派教官“四號”告知新人們他們必須經過一系列訓練和測試。最後只有成績最好的十人可以加入無畏派，其他人都會被驅逐成為無派系者。這樣的做法很不尋常，大多數派系會接受所有完成訓練課程的新人。在訓練過程中，碧翠絲將自己改名為翠絲，並在來自其它派系的新人中結識了好友克莉絲汀娜、艾爾和威爾，但同時也和新人彼得、德魯和莫莉發生了衝突。除此以外來自無畏派的新人尤里亞、琳和馬蓮也和翠絲變成了朋友。

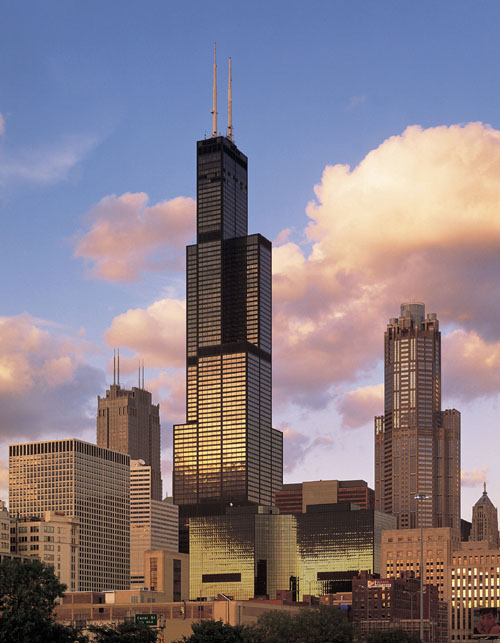
威利斯 (或稱西爾斯) 大廈是羅思在小說中提到的幾座芝加哥地標建築之一。

加入無畏派的訓練由三個部分組成。首先新人要學習使用槍枝、匕首以及肉搏。翠絲的力量不如大部分新人，但成功擊倒了排名較高的莫莉而獲得第六名的成績。排名宣布之後，第二的彼得嫉妒第一的愛德華，在當天晚上用一把奶油刀刺傷了愛德華的眼睛。
在父母訪問日翠絲發現她的母親原來出生於無畏派。
在市政府內博學派開始煽動反對克己派當政的情緒。他們指控克己派的領導人馬可斯虐待自己的兒子。馬可斯的兒子兩年前加入了無畏派，再加上翠絲父母的兩個子女都選擇離開克己派進一步增強了這種流言的可信性。克己派私下囤積物資的流言也開始傳播。
無畏派新人開始進行第二階段的訓練。這一階段採用和傾向測試類似的模擬實景讓新人在幻境中面對自身最深的恐懼。在虛擬現實中受試者會被催眠而忘記自己身處幻境。但翠絲的分歧者特質讓她意識到自己是處於虛擬環境中。她利用這一優勢輕鬆獲得了第一。之後彼得、德魯和艾爾襲擊翠絲，威脅要對她性侵並試圖把她推入無畏派總部中的深谷內。四號及時趕到阻止了他們。事後艾爾請求翠絲原諒他，但遭到了嚴厲的斥責。艾爾之後躍入深谷自殺。
無畏派訓練的最後一個階段將受試者所有的恐懼集中在一個虛擬現實中。包括分歧者在內的所有新人都知道自己是處於虛擬現實中，必須用自己在前兩個階段學到的技能克服困難。翠絲在準備這個階段的測試過程中和四號的關係變得越來越好。四號讓翠絲進入了他自己的恐懼幻境中。他的外號正來自於他總共只有四種恐懼這一事實。恐懼數目如此之少的人非常罕見。翠絲也發現四號的真實身分其實就是被指控虐子的克己派領導人馬可斯的兒子托比亞。四號也告訴翠絲他發現博學派正計劃利用無畏派對克己派發動襲擊。
翠絲成功在自己的幻境中克服了七種恐懼。測試之後她和其他無畏派成員被注入一種新型“跟蹤”藥物。表面上這是為了防止人們失蹤，實際上是控制他們心智。
在正式的入派儀式之前，四號把翠絲帶到了他的私人住所，在那裏翠絲對四表白了自己的心意。儀式開始公佈了新人的最終排名，翠絲第一。在儀式過半時翠絲突然意識到博學派將利用所謂的“跟蹤”藥物控制無畏派成員，讓他們進攻克己派。

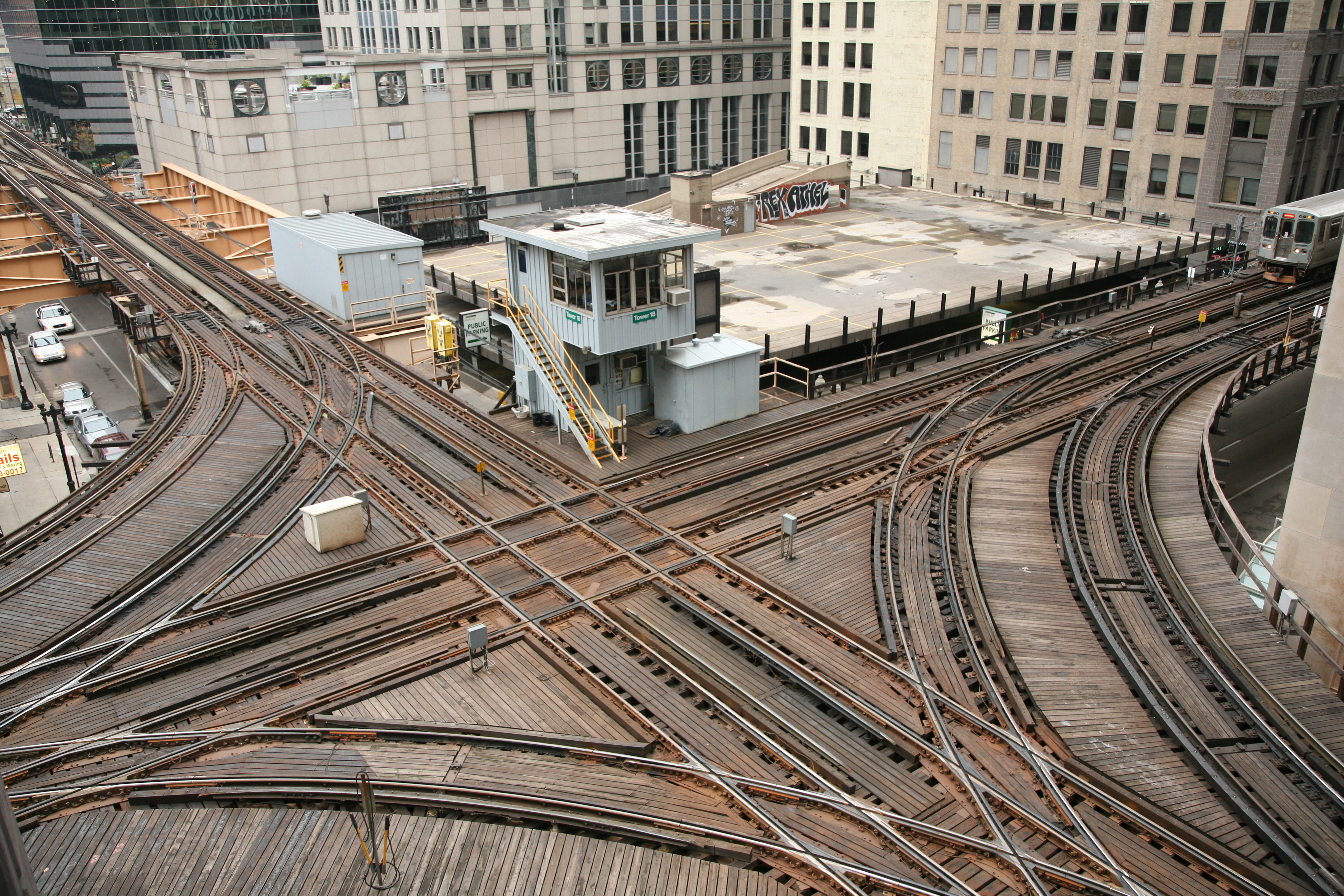
芝加哥地鐵的一個岔口。在書中無畏派經常跳上跳下行進中的列車來展示其勇氣。

在儀式結束後的當晚，被注射藥物的無畏派成員精神陷入幻境中變成了一群傀儡士兵，開始向克己派居住地出發。但是該藥物並沒有控制住翠絲和托比亞（四號），因為他們都是分歧者。在到達克己派居住地後，翠絲和托比亞試圖離開大部隊潛逃，但翠絲被擊中受傷。托比亞拒絕把翠絲一人丟下。最終兩人被捕，並被帶到這一切的幕後策劃者，博學派的領導人珍妮面前。珍妮在托比亞身上注入一種實驗藥物，抑制了他的分歧者體質，成功控制了他。她讓托比亞回到無畏派總部指揮對克己派的襲擊並下令處死翠絲。翠絲醒來時發現自己身處一個不斷被注入水的密封容器中(這是她其中一種恐懼)，她的母親及時趕到，打碎容器救出了翠絲並告訴她自己也是個分歧者。在隨後的逃逸槍戰中翠絲的母親不幸中彈身亡。翠絲成功逃脫，但是在過程中被迫開槍射殺了受藥物控制的威爾。
翠絲在隱蔽所找到了她的父親安德魯和馬可斯。他們一起動身前往博學派總部，試圖找到藥物幻境的源頭。在闖入總部的過程中，翠絲的父親犧牲自己讓翠絲成功進入控制室。在那裏翠絲和精神被控制的托比亞交手。翠絲意識到自己無法做到殺死托比亞，於是放棄抵抗並不停呼喚托比亞的名字。這一舉動讓托比亞成功擺脫了幻境的控制。獲得自由後，托比亞關閉了博學派的虛擬幻境，把無畏派從洗腦狀態下解放出來。他們之後和卡萊波、馬科斯以及之前為了自保把翠絲帶到控制室的彼得會合。一行人登上火車前往友好派的居住地尋找剩餘的克己派倖存者。

## 風格
很多評論家注意到本書利用獨特快速的敘述給讀者提供了快節奏的閱讀體驗。蘇珊·多米納斯在《紐約時報》中將該書風格描述為“節奏如行雲流水，想像如天馬行空，偶爾點出的小細節令人驚艷”。《美國展望》的撰稿人艾比·諾蘭覺得《分歧者》在結構和風格上接近《飢餓遊戲》以及《血紅路》。

## 主題

### 個性
和很多兒童或青年小說一樣，本書探討了權威以及個性在青少年和父母及社會的關係中所處的位置。評論家安特羅·加西亞將這些末日後小說之間的這一相似主題描述為“青少年和成人權威之間的權力鬥爭”，並把本書和尼爾·舒斯特曼的《放鬆》相比。蘇珊多米納斯在《紐約時報》中談到《分歧者》“探索了一個很常見的青少年煩惱－痛苦地意識到成長有時意味著要在意識和身體上遠離自己的家庭”。《青年擁護者之聲》對此表示同意，指出《分歧者》敘述了“必須在追隨父母的腳步及創造新的生活之間二選一”帶來的壓力。評論家安特羅·加西亞將書中人物“被迫接受個性及職業選擇上的限制條件”這一主題和艾莉·康迪所著的《配對》以及詹姆斯·達士納所著的《移動迷宮》這些末日後青少年小說中類似的主題進行了比較。

### 社會結構及知識
政府將國民劃分為不同社區，這在青年小說和兒童小說中是一個常見題材。一些經典青年小說如洛伊丝·洛利的授者、莫妮卡·休斯的《捕夢網》和澤爾法·斯奈德的《綠色天空三部曲》都利用這一題材創造出了不同的效果。艾舍莉·安·黑尼斯在她的碩士論文中將《分歧者》內的派系劃分和《飢餓遊戲》進行了比較。在《分歧者》內的派系社會中派系系統被外部力量控制，讓當事人產生一種虛幻的民主感，從而將這一題材進一步複雜化。
有的評論則批評小說裡的社會結構缺乏深度和真實感。《科庫斯書評》稱該結構是一個“不合理的前提”。《書單》則認為該結構是一個“過度簡化、色彩編碼的世界，有時讓人覺得無法信服”。
在為威斯康星大學白水分校的學生刊物《貴族紫色新聞》撰寫的書評中，阿勃利爾·拜克豪斯認為書中“整個社會系統似乎非常脆弱”並反問道：“一個人有那麼多無窮無盡的感情和經歷，怎麼可能被濃縮到一個特質下，並容忍就這樣度過一生，而且還必須在16歲這麼早時就決定？”在訪談中羅思提到書中的社會結構已經比她最早構想的更為豐富了，其中直言派就是她後來才加入的，以“填補書中世界背後的理論架構上的空洞”。
該社會結構對小說主題最大的影響體現在人們可以獲取的知識也被根據派系劃分。愛麗絲·克里在她的書中有一章討論了不同類型知識的多寡如何影響分歧者三部曲的故事發展。她認為書中的派系以及這些派系的教條特性故意在不同派系的新人中創造出知識斷層。由於新人訓練課程，書中的人物缺乏其它派系所珍視的知識。翠絲的“分歧者”特質使她可以獲取更廣泛的知識和信息種類，也因此讓讀者對她產生好感。克里認為珍妮對博學派的領導代表了藐視其它知識的“象牙塔”，因此本書是批判學術知識而傾向於翠絲代表的更廣義的知識。克里將這部小說和茱莉·伯塔納2002年所著的《出走》相比，認為兩部小說都利用習得知識的領域和情境來批判那些只著眼於“傳播”知識，而不注重更深層、創造“理解”的整體知識獲取的“腐朽知識制度”，如學術領域。

### 暴力和恐懼
和《飢餓遊戲》一樣，《分歧者》作為一本青年小說，書中描述了相當程度的暴力。《出版者週刊》的書評強調了作者有意選擇這一“非主流”風格，並把翠絲經歷的訓練課程描述為“既吸引人又充滿暴力，對應試者力量和勇氣進行有施虐傾向的測試”。但是，正如蘇珊·多米納斯指出，小說並沒有把暴力放在讀者體驗的前沿。她在《紐約時報》內談到“翠絲所愛的人都遭遇巨大的不幸，但是書中的人物以一種令人不安的平靜接納了這些災厄。在這一點上，小說遠離現實的特質讓讀者無法具體感受的感情上的衝擊，換一本更能讓讀者共鳴的寫實（甚至幻想）小說就不會是這樣”。
在接受“PopSugar”網站採訪時羅思提到了她是如何獲得讓無畏派新人接觸自身恐懼來進行訓練的靈感。她說雖然受到許多影響，最重要的靈感來自於“大一的心理學入門課中學到的用來治療恐懼如焦慮症的暴露療法。該療法反復讓病人接觸他們所畏懼的食物，慢慢的你開始變得不那麼畏懼，或是畏懼水平保持在一定的健康水準。當時我想到了無畏派，他們訓練完全普通的人使其能超越完全合理的恐懼。“丹尼爾·克勞斯在《書單》上的評論將新人所受的巨大心理壓力描述為“類似於加入美国海军陆战队”，也指出這種訓練提供的“內在緊張感”使得該小說令人無法釋手。

### 基督教
雖然小說本身並沒有太明顯的宗教色彩，一些讀者還是把小說主題和羅思公開表示的信仰結合起來。在書後的致謝章內，羅思強調了自己的基督徒信仰，寫道：“感謝主，感謝您派遣聖子，感謝您以超越理解的方式賜福於我。”對一些評論家來說羅思的這一生活元素對於小說的影響很重要。例如，在為基督教傳教報刊《斷點》寫書評時，雪莉·俄利將羅斯描述為一個“基督徒”並認為小說的設定是“後女性主義，甚至可說是基督教主義”。她也指出雖然小說本身“沒有明顯的基督教色彩”，全書是以“基督徒視角”寫成的，因為書中主角翠絲“和專制政府所施加的限制進行鬥爭”，並且“探索了她自身心理的裂痕及瑕疵。K·B·霍伊爾在為福音書評組織“福音同盟”撰寫書評時也承認小說中存在“基督教訊息”但是，霍伊爾也批評小說使用很多帶有褻瀆色彩的用語，而且並沒有“說明這些用法的實際意義”。
基督教社區之外的評論家也注意到本書的宗教色彩。大衛·艾德爾斯坦在對本書和電影的評論中注意到書中對知識分子的描述基本上和基督教文化質疑基因工程和少數服從多數的態度一致：書中重視知識的博學派基本上被描述為意欲控制一切的反面角色，與其相對的無私派則被描述為正義且仁慈。他寫道“小說作者韦罗妮卡·罗思對進行學術研究的‘博學派’尤為憎惡”，她認為知性主義（不帶感情的思考）的發展“會讓人們變得更傾向於奪取權力，在國民身上實施類似於毛澤東思想這樣的統一意識，否則格殺勿論。”

## 改編
尼爾·比格導演改编成《分歧者·異類叛逃》，由露西·費雪、波亞·夏巴茲安和道格拉斯·威克監製。劇本則由瓦内莎·泰勒和伊雲·多洛堤撰寫。演員有谢琳·伍德利、費奧·占士、佐伊·克拉维茨、安塞爾·埃爾葛特、Maggie Q、莫基·菲佛、傑·寇特尼、麥爾斯·泰勒與凱特·溫斯蕾。

## 外部連結
- Spisak, April. "Divergent (review)". Project MUSE Journals Bulletin of the Center for Children's Books, Volume 64, Number 9, May 2011.
- Divergent by Veronica Roth（book #1）review （页面存档备份，存于）
- Divergent on Google Books （页面存档备份，存于）
- Veronica Roth's official website